# Guillaume François Antoine, Marquis de L’Hospital

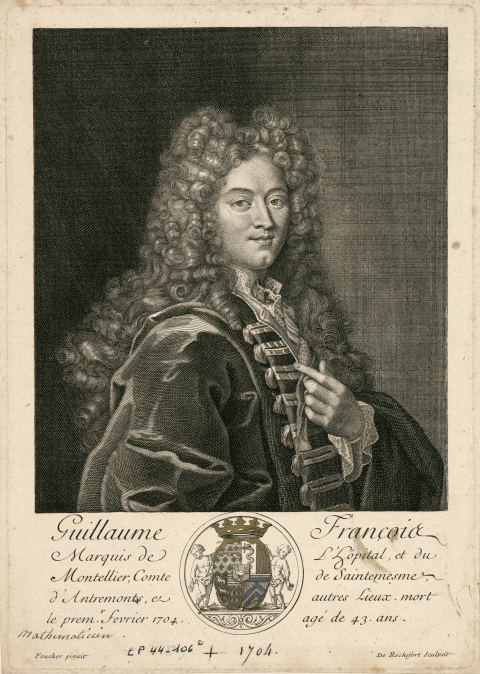
Guillaume François Antoine l’Hospital

Guillaume François Antoine, Marquis de L’Hospital oder L’Hôpital ([lopi'tal]) (* 1661 in Paris; † 2. Februar 1704 ebenda) war ein französischer Mathematiker. Am bekanntesten ist er für den nach ihm benannten Satz (Regel von de L’Hospital), der aber eigentlich von Johann I Bernoulli entdeckt wurde.

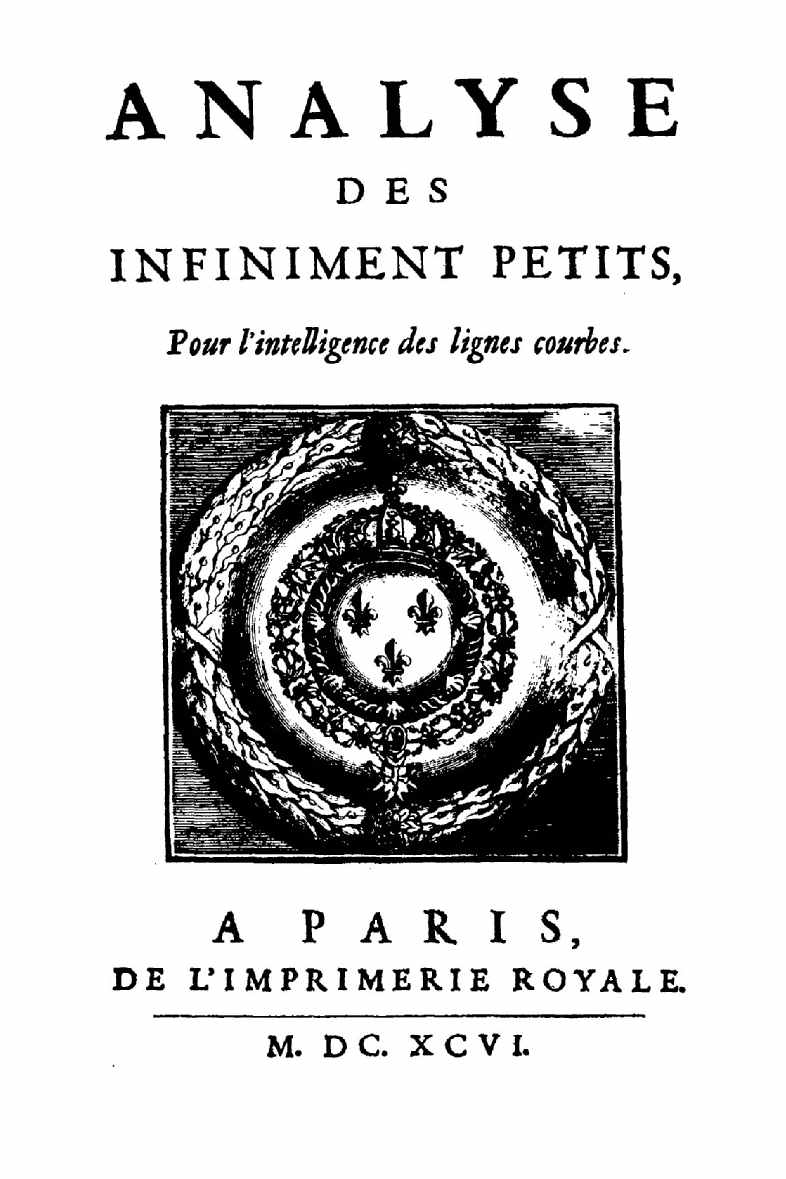
Analyse des infiniment petits pour l'intelligence des lignes courbes, 1696

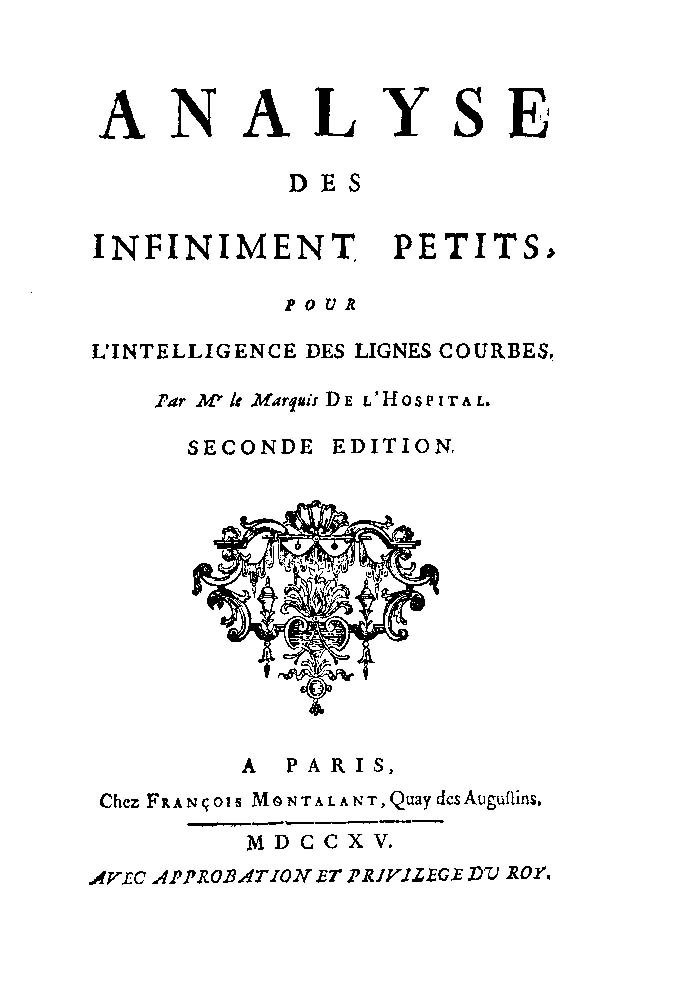
Analyse des infiniment petits pour l'intelligence des lignes courbes, 1715

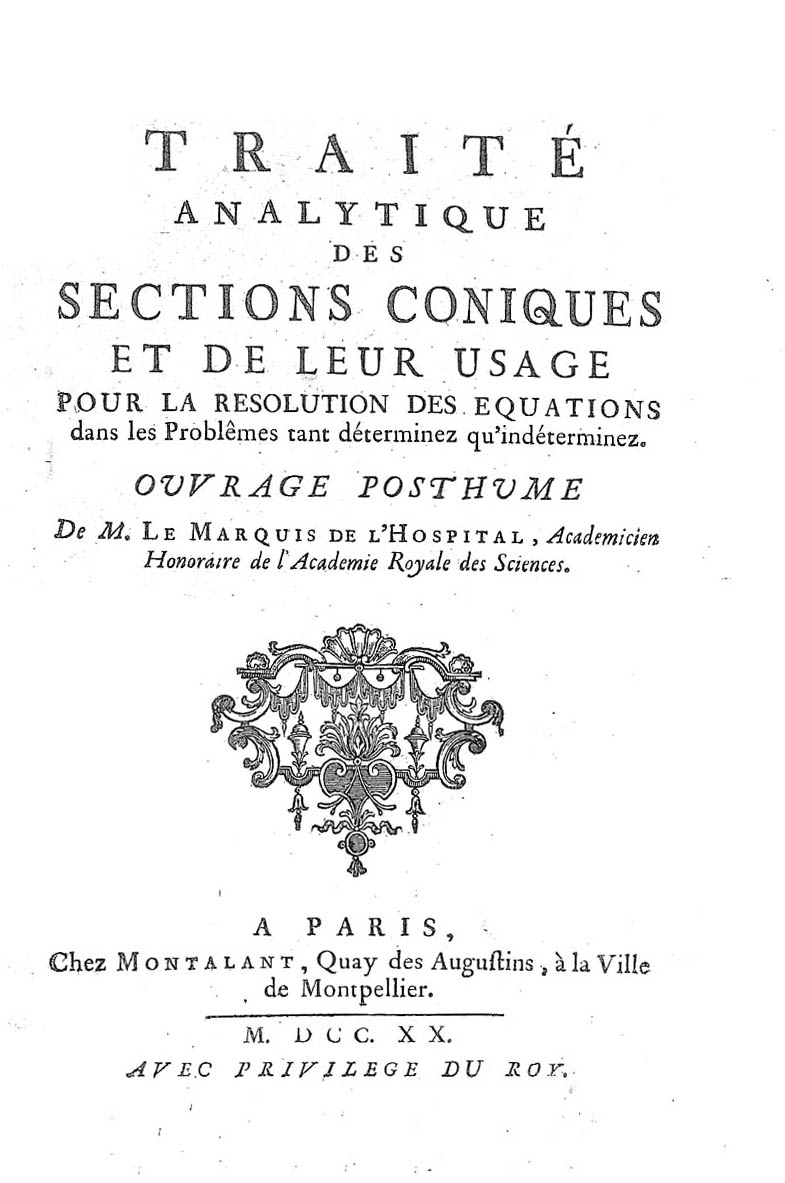
Traité analytique

## Familie
Hospital stammte aus einer angesehenen adligen Familie. Sein Vater Anne-Alexandre de l’Hospital (Comte de Saint Mesme, gestorben 1701) war königlicher Generalleutnant und mit dem Haus Orleans verbunden (über Gaston d’Orleans). Seine Mutter war Elisabeth Gobelin, ehemals Ehrendame der Großherzogin der Toskana und Tochter des Staatsrats und Staatssekretärs Claude Gobelin (gestorben 1666).
Hospital heiratete am 10. Januar 1688 Marie Charlotte de Romilly de la Chesnaye, gemeinsam hatten sie einen Sohn und drei Töchter. Aus seiner Ehe hatte Hospital den Titel Comte d’Entremonts, neben seinen Titeln Marquis de L’Hospital, Marquis de Sainte Mesme et de Mantellier.

## Leben
Hospital interessierte sich früh für Mathematik und zeigte mathematische Begabung (er löste mit 15 Jahren ein Problem von Blaise Pascal über die Zykloide, das in einem Gespräch aufkam), wählte aber zunächst eine standesübliche Karriere als Kavallerieoffizier. Er gab die Stelle wegen Kurzsichtigkeit auf, vor allem aber um mathematische Studien zu betreiben. In Paris gehörte er um 1690 zum Kreis des Philosophen und Mathematikers Nicolas Malebranche. Dort traf er auch Johann I. Bernoulli, als dieser 1691 Paris besuchte und für den Kreis um Malebranche Vorlesungen hielt und die von Leibniz neu entwickelte Infinitesimalrechnung bekannt machte. Anschließend nahm Hospital bei ihm Privatunterricht, als er ihn 1692 auf sein Schloss in Oucques einlud. Sie standen danach in Briefwechsel. Hospital bezahlte Johann Bernoulli sogar dafür, dass er ihm neue Ergebnisse exklusiv zukommen ließ.
Hospital ist auch der Autor des ersten Lehrbuches über Differentialrechnung, welches 1696 veröffentlicht wurde. Es beinhaltet Schriften seines Lehrers Johann Bernoulli. In einem Vorwort erweist Hospital den Bernoullis und Leibniz seinen Dank, nimmt aber gleichzeitig für sich in Anspruch, die Grundlagen der Darstellung der Differentialrechnung in seinem Buch selbst entwickelt zu haben. Sein Lehrbuch war sehr einflussreich und erlebte Auflagen bis 1781. Es wurde unter anderem von Pierre de Varignon kommentiert. Johann Bernoulli selbst erhob erst nach dem Tod von Hospital Ansprüche, große Teile des Buches selbst verfasst zu haben. Erst im 20. Jahrhundert wurden die Manuskripte von Bernoullis Vorlesungen in Paris, denen Hospital in seinem Buch folgte, und seine finanziellen Abmachungen mit Hospital bekannt.
Aufgrund seines adligen Standes konnte er nicht ohne Weiteres der Académie des Sciences beitreten, erhielt aber bei deren Reorganisation 1699 eine Ehrenstellung (Vizepräsident). Er korrespondierte unter anderem mit Leibniz und Christiaan Huygens, den er mit der neuen Infinitesimalrechnung bekannt machte.
Bei seinem Tod hinterließ er das Manuskript zu einem weiteren Buch (Traité analytique des sections coniques et de leur usage pour la résolution des équations dans les problèmes tant déterminés qu’indéterminés), diesmal über Integralrechnung, das 1707 und in zweiter Auflage 1720 erschien. Pläne, das Buch zu Lebzeiten zu veröffentlichen, hatte er aufgegeben, nachdem er von einem Plan von Leibniz gehört hatte, selbst ein Buch darüber zu veröffentlichen.

## Schriften (Auswahl)
- Analyse des infiniment petits pour l’intelligence des lignes courbes. 1696. 2. Auflage 1715.
- Nachricht von der am Fus des Berges Vesuvius entdekten unterirdischen Stadt Herculaneum. Aus dem Französischen übersetzt von Johann Peter Eberhard. Erfurt / Leipzig 1749 (Digitalisat).
- Traité analytique des sections coniques et de leur usage pour la resolution des équations dans les problêmes tant détermines qu’indétermines. 1776.